# Sybota abdominalis
Espèce
Synonymes
- Sylvia abdominalis Nicolet, 1849
- Sylvia similis Nicolet, 1849
- Sylvia atra Nicolet, 1849
- Sylvia rubiginosa Nicolet, 1849
- Sylvia vittata Nicolet, 1849

Sybota abdominalis est une espèce d'araignées aranéomorphes de la famille des Uloboridae.

## Distribution
Cette espèce est endémique du Chili Elle se rencontre dans les régions des Lacs, d'Araucanie, du Biobío et de Santiago.

## Description
Les mâles mesurent de 3,6 à 4,0 mm et les femelles de 5,1 à 5,9 mm.

## Publication originale
- Nicolet, 1849 : Aracnidos. Historia física y política de Chile. Zoología, vol. 3, p. 319-543.